# Relaciones España-Tailandia
Las relaciones hispano-tailandesas son las relaciones bilaterales entre el Reino de España y el Reino de Tailandia.

## Relaciones históricas y diplomáticas
Los primeros contactos entre España y Siam se remontan al siglo XVI, cuando Tello de Aguirre encabezó una misión comercial desde Filipinas. El principal resultado de la misma fue, según algunos historiadores, la firma de un Tratado que reconocía a los españoles su derecho a residir, negociar y practicar su religión en Ayutthaya, entonces capital de Siam.
En 1870, ambos Reinos oficializaron sus relaciones con la firma de un Tratado de Amistad, Comercio y Navegación. El artífice fue Adolfo Paxton,
quien encabezó una Misión Diplomática enviada desde China. La principal consecuencia del Tratado fue la creación de un Consulado de España en Bangkok.
Los contactos y los intereses comunes continuaron siendo reducidos, a pesar de la histórica visita a España del Rey de Tailandia, Chulalongkorn, en 1897, donde fue recibido por la Reina Regente María Cristina. En 1925, se firmaría un nuevo Tratado de Amistad, Comercio y Navegación.
Tras la guerra civil española y la Segunda Guerra Mundial, las relaciones diplomáticas quedaron suspendidas hasta su reanudación en 1950. Fernando Vázquez Mendes se convertiría en el primer diplomático español con residencia permanente en Bangkok.
En 1955, el primer ministro de Tailandia, Mariscal Pibul Songgran, visitó oficialmente España. En 1960, los Reyes de Tailandia, Bhumibol y Sirikit,
realizaron una visita de Estado a España. Un año después, España elevó a estatus de Embajada su representación en Bangkok. En 1962, Don Santiago
Ruiz Tabanera fue acreditado como primer Embajador de España en Tailandia.
Los contactos oficiales se relanzaron con la llegada de la democracia a España. Los momentos álgidos fueron las visitas de Estado de los Reyes de España a Tailandia en 1987 y 2006. Desde ese momento, España y Tailandia mantienen unas buenas relaciones cimentadas en la profunda amistad entre ambas Monarquías.
En octubre de 2010, el ministro de AAEE de Tailandia, Kasit Piromya, visitó España. Lo más destacado fue la firma de un Plan de Acción Conjunto
(2010-2015) que recoge los principales ámbitos de nuestras relaciones bilaterales.
En 2020, España y Tailandia celebraron el 150.º aniversario del establecimiento de las relaciones diplomáticas. Asimismo, Casa Asia se sumó a esta celebración y organizó, junto con la embajada de España en Bangkok y en colaboración con la embajada de Tailandia en Madrid, un ciclo de actividades para conocer la historia de las relaciones entre ambos países y debatir los retos de futuro. En 2021, España hizo un gran esfuerzo por ayudar a Tailandia con una donación de vacunas contra el COVID-19.

## Relaciones económicas
La balanza comercial bilateral ha sido tradicionalmente deficitaria para España. El impacto de la crisis financiera internacional coincidió con un incremento de las ventas españolas en Tailandia, creciendo un 28,5% en 2010 y un 24% en 2011. En 2012 ese crecimiento se desaceleró un 3,57% con lo que el valor de las exportaciones ascendió a 415,6 M//€. Estos datos confirman la consolidación de Tailandia como el segundo mercado de destino español en la ASEAN, tras Singapur.
El déficit en la balanza comercial entre España y Tailandia ascendió a 439 M€ en 2012, cifra un 39,5% inferior a la de 2011. La tasa de cobertura subió en 2012 hasta el 48,6%, desde el 35,6% en 2011. En 2013, la cobertura con Tailandia fue del 58,4% lo que supone una mejora de un 10% respecto a 2012. De esta forma, el déficit de la balanza comercial España-Tailandia se situó en 2013 en 334,3 millones de euros, un 24% menos que en 2012. En 2014, el déficit de los intercambios comerciales entre ambos países volvió a ascender un 34% respecto al año anterior, situándose en 453 M€. La tasa de cobertura descendió a un porcentaje cercano al de 2012, 48,3%.
España exportó a Tailandia por valor de 424,3 M€ en 2014, frente a los 469,3M de 2013. Las partidas arancelarias más exportadas fueron: componentes de automoción (12,42%); confección femenina (5,70%); productos siderúrgicos (5,28%); pescado congelado (5,02%) y la partida que recoge productos no comprendidos dentro de otro sector (4,90%).
Por su parte, España importó de Tailandia por valor de 876,9 M€ en 2014, y de 806,4 M€ en 2013, lo que supuso un aumento del 8,7%. Las principales partidas de importación españolas durante 2014 fueron: materias primas y semimanufacturas de caucho (9,7%); climatización (8,8%); motocicletas y bicicletas (7,7%); química orgánica (6,2%); confección femenina (5,5%) y componentes de automoción (5%).

### Turismo
En 2014, Tailandia recibió alrededor de 116.000 turistas españoles, lo que supuso un ligero descenso respecto a los 123.490 de 2013. Estos datos sitúan a España como el 30 mercado emisor, por detrás de países como el Reino Unido o Alemania que enviaron 906.312 y 744.363 turistas, respectivamente. La mayoría de turistas que visitan Tailandia proceden de Asia, en especial, de China, Malasia y Japón. 
Por su parte, el número de tailandeses que visitó España en 2014 ascendió a 22.905, frente a los 16.299 de 2013.

## Cooperación
Tailandia es un país de renta media que no figura entre las prioridades de la cooperación española, por lo que las actividades de cooperación se han
limitado a proyectos de pequeña envergadura por parte de entidades locales y CCAA.
Capítulo especial es la enseñanza del español. La AECID firmó en marzo de 2013 tres Memoranda de Entendimiento con las universidades
tailandesas de Chulalongkorn, Ramkhamhaeng y Thammasat. Gracias a acuerdos, durante el curso 2013-2014 se incorporaron tres lectores españoles a las mencionadas universidades tailandesas.

## Misiones diplomáticas
- España tiene una embajada en Bangkok.[6]
- Tailandia tiene una embajada en Madrid,[7] y dos consulados en Barcelona y Santa Cruz de Tenerife.[8]